# 怒りの湖底怪獣/ネッシーの大逆襲
『怒りの湖底怪獣/ネッシーの大逆襲』（いかりのこていかいじゅう/ネッシーのだいぎゃくしゅう、 原題：THE LOCH NESS HORROR）はアメリカの映画作品。

## あらすじ
第二次世界大戦中、ネス湖にドイツ空軍の爆撃機が墜落。さらにその現場でネッシーが目撃される。
40年後、ネッシーを探していたダイバーが、湖底で爆撃機とネッシーの卵を発見。卵を捕獲するが、卵を取り返そうと怒ったネッシーの親によってダイバーが一人食われてしまう。ダイバーの雇い主である興行師は卵を持って逃走する。
翌日、ネス湖にネッシーの調査のために学者が訪れ、地元の貴族の老人とその孫娘とともにネッシーを捜索する。さらに湖に墜落した爆撃機を秘密裏に爆破しようと軍も登場。親ネッシーは卵を探して陸上を徘徊し、遭遇した人間を襲っていた。
卵を盗んだ興行師はネッシーに食われてしまい、湖に沈んだ爆撃機に関する陰謀も明らかとなる。ネッシーは爆撃機もろとも爆破されるが、学者と孫娘はネッシーの卵を湖に帰すのだった。

## その他
- 本作に登場するネッシーは首長竜の生き残りとされている。造形物は首から上しか制作されていないため、胴体が写るシーンは、冒頭で湖面にシルエットが写るシーン以外ない。